# Bahrām Gonbad
Bahrām Gonbad (persiska: بهرام گنبد, بَهرام آباد) är en ort i Iran.   Den ligger i provinsen Kurdistan, i den nordvästra delen av landet, 300 km väster om huvudstaden Teheran. Bahrām Gonbad ligger 1 644 meter över havet och antalet invånare är 108.
Terrängen runt Bahrām Gonbad är platt åt nordost, men åt sydväst är den kuperad. Runt Bahrām Gonbad är det ganska glesbefolkat, med 23 invånare per kvadratkilometer. Närmaste större samhälle är Choghūr Qeshlāq, 18,2 km öster om Bahrām Gonbad. Trakten runt Bahrām Gonbad består i huvudsak av gräsmarker.